# Bethany Mota
Bethany Noel Mota také Beth (* 7. listopadu 1995) je americká video blogerka z Los Banos v Kalifornii. V roce 2009 si vytvořila účet na internetovém videoportálu YouTube pod jménem Macbarbie07, následně si vytvářením videí o módě, líčení a pečení získala pozornost mladých amerických děvčat. Časem se stala populární a dnes má přes 9 milionů odběratelů, 400 videí a 600 milionů zhlédnutí z celého světa.
Má mexické a portugalské předky. Narodila se a vyrůstala v Kalifornii s rodiči a starší sestrou Brittany. Vzdělávána byla doma, do školy chodila pouze od 3. do 6. třídy.
V 19 letech má svou módní řadu v Aéropostale, spolupracovala s JCPenney a Forever 21 a má za sebou i turné po amerických městech při kterém se setkala se svými příznivci. V září 2014 začala soutěžit v americké televizní soutěži Dancing with the Stars s tanečním partnerem Derekem Houghem, který má mimochodem v porotě této soutěže mladší sestru.
DFTS vystoupení, hodnocení porotců a výsledky:
| Týden | Tanec/skladba                      | Inaba | Goodman | Hough | Tonioli | Výsledek        |
| ----- | ---------------------------------- | ----- | ------- | ----- | ------- | --------------- |
| 1     | Jive/Shake It Off                  | 8     | 8       | 8     | 8       | nevyřazeni      |
| 2     | Foxtrot/All About That Bass        | 8     | 9       | 8     | 8       | nevyřazeni      |
| 3     | Jazz/Singin' in the Rain           | 10    | 10      | 10    | 10      | nevyřazeni      |
| 4     | Rumba/Try                          | 8     | 9       | 8     | 8       | nevyřazeni      |
| 5     | Hip-Hop/She Came to Give It to You | 8     | 8       | 8     | 8       | žádná eliminace |
| 6     | Tango/Jealous                      | 9     | 9       | 9     | 9       | nevyřazeni      |
| 7     | Paso doble/Run Boy Run             | 10    | 9       | 10    | 10      | nevyřazeni      |
| 8     | Salsa/Babalu                       | 9     | 9       | 9     | 10      | nevyřazeni      |
| 9     | Vídeňský valčík/Say You Love Me    | 9     | 9       | 9     | 9       | nevyřazeni      |
| 10    | Samba/I want you back              | 9     | 9       | 9     | 9       | nevyřazeni      |